# Fagnano Castello
Fagnano Castello är en ort och kommun i provinsen Cosenza i regionen Kalabrien i Italien. Kommunen hade 3 788 invånare (2018).